# Leptotarsus (Longurio) sessoris
Leptotarsus (Longurio) sessoris is een tweevleugelige uit de familie langpootmuggen (Tipulidae). De soort komt voor in het Neotropisch gebied.